# 織田信次
織田 信次（おだ のぶつぐ）は、戦国時代から安土桃山時代にかけての武将。織田氏一族で、織田信長の叔父にあたる。通称は孫十郎。官位は右衛門尉を名乗った。

## 生涯
尾張国の織田弾正忠家の当主・織田信定の子として誕生した。
兄の織田信秀に仕え、初め深田城主となる。天文21年8月15日（1552年9月3日）、信秀の死後に攻勢に出た清洲織田家・織田信友の重臣・坂井大膳らが、織田伊賀守の松葉城と、その並びにあった深田城を占拠し、伊賀守と信次は人質となった。翌16日、甥・織田信長と兄・信光が駆けつけ、萱津の戦いが起こり、大膳側を敗走させ、伊賀守と信次も解放された。
天文24年4月20日（1555年5月10日）、信友が信長によって滅ぼされ、兄・信光が守山城から那古野城へ移ると、後任の守山城主となった。ところが弘治元年6月26日（1555年7月14日）、信次が家臣を連れて龍泉寺の下の松川渡し（現在の庄内川）で川狩りをしていたところ、1人の若者が馬に乗って通りかかった。若者が馬から下りず挨拶もしないという無礼な態度だったため、信次の家臣・洲賀才蔵は怒って弓で射殺した。近づいて見てみると、その若者は信長の弟・織田秀孝であり、遺体を見て驚愕した信次はそのまま逃亡した。守山城下は、弟の死に激怒した織田信勝（信長の弟で秀孝の兄）の軍により焼き払われた。一方、信長は「単騎での行動は軽率であり、秀孝にも咎がある」とし、信次を追討しなかった。信長の異母弟・織田信時が後任の守山城主を務めたが、重臣の角田新五の謀反に遭い自害したため放浪中の信次は信長に罪を許され守山城主に戻った。
天正元年（1573年）、信長と対立した妹婿・浅井長政の小谷城が攻め落とされ、浅井氏が滅亡した際、お市の方と茶々、初、江の三姉妹は大叔父にあたる信次に預けられ､守山城に滞在していたとされる（『渓心院文』）。
天正2年（1574年）、第三次長島一向一揆攻めに参加。兵糧攻めを受けた一揆勢は降伏しようとするが信長は受け入れず、退城して海から逃げようとする一揆方の人々を鉄砲で射殺させた。追い詰められた一揆勢は捨て身の斬り込みをかけ、この時信次は戦死した。
なお、中川重政、津田盛月、津田正勝の祖父とされるが、年代的にやや不自然であり疑問視する見解もある。